# Rajac, Negotin
Rajac (izvirno srbsko Рајац) je naselje v Srbiji, ki upravno spada pod Občino Negotin; slednja pa je del Borskega upravnega okraja.

## Demografija
V naselju živi 395 polnoletnih prebivalcev, pri čemer je njihova povprečna starost 56,5 let (53,7 pri moških in 58,7 pri ženskah). Naselje ima 194 gospodinjstev, pri čemer je povprečno število članov na gospodinjstvo 2,22.
|  |

| Demografija | Demografija     | Demografija     |
| Leto        | Št. prebivalcev | Št. prebivalcev |
| ----------- | --------------- | --------------- |
|             |                 |                 |
|             |                 |                 |
|             |                 |                 |
|             |                 |                 |
| 1948        | 1447            |                 |
| 1953        | 1431            |                 |
| 1961        | 1341            |                 |
| 1971        | 1055            |                 |
| 1981        | 776             |                 |
| 1991        | 599             | 575             |
| 2002        | 449             | 436             |
|             |                 |                 |

| Etnična sestava po popisu iz leta 2002 | Etnična sestava po popisu iz leta 2002 | Etnična sestava po popisu iz leta 2002 | Etnična sestava po popisu iz leta 2002 | Etnična sestava po popisu iz leta 2002 |
| -------------------------------------- | -------------------------------------- | -------------------------------------- | -------------------------------------- | -------------------------------------- |
| Srbi                                   | Srbi                                   |                                        | 413                                    | 94,72%                                 |
| Romuni                                 | Romuni                                 |                                        | 5                                      | 1,14%                                  |
| Hrvati                                 | Hrvati                                 |                                        | 3                                      | 0,68%                                  |
| Vlahi                                  | Vlahi                                  |                                        | 3                                      | 0,68%                                  |
| Črnogorci                              | Črnogorci                              |                                        | 1                                      | 0,22%                                  |
| Nemci                                  | Nemci                                  |                                        | 1                                      | 0,22%                                  |
| Makedonci                              | Makedonci                              |                                        | 1                                      | 0,22%                                  |
| Jugoslovani                            | Jugoslovani                            |                                        | 1                                      | 0,22%                                  |
| Neznano                                | Neznano                                |                                        | 6                                      | 1,37%                                  |